# Кропив'янка балеарська
Кропи́в'янка балеарська (Curruca balearica) — вид горобцеподібних птахів родини кропив'янкових (Sylviidae). Ендемік Балеарських островів у західній частині Середземного моря.

## Опис
Довжина птаха становить 12,5 см, враховуючи довгий хвіст. У самців під час сезону розмноження верхня частина тіла сизувато-сіра, а нижня частина тіла кремова з легким рожевуватим відтінком. Горло білувате, передня частина обличчя чорнувата. У самиць верхня частина тіла сірувато-коричнева, чорнуваті плями на обличчі у них відсутні. Райдужки оранжеві. навколо очей червонувато-оранжеві кільця. Дзьоб прямий, загострений, біля основи оранжевий, на кінчику чорнуватий. У самців під час негніздового періоду і у молодих птахів забарвлення є подібним до забарвлення самиць. У молодих птахів кільця навколо очей білуваті, а лапи жовтуваті. Загалом балеарські кропив'янки є дуже схожими на сардинських кропив'янок, однак відрізняються дещо меншими розмірами, більш стрункою будовою тіла і тоншим хвостом. Крім того, сардинські кропив'янки є дещо більш сірі, а горло у них більш темне, ніж у балеарських кропив'янок. Вокалізація у цих видів також відрізняється.

## Таксономія
Балеарські кропив'янки раніше вважалися підвидом сардинської кропив'янки, однак були визнані окремим видом через різницю у вокалізації, способі життя і зовнішньому вигляді. Генетичні дослідження показали, що балеарські кропив'янки найближче споріднені з прованськими кропив'янками, а сардинські кропив'янки є споріднені з цією сестринською групою. Клада з цих трьох видів, у свою чергу, є споріднена з сестринською групою сірих і піренейських кропив'янок.

## Поширення і екологія
Балеарські кропив'янки мешкають на всіх Балеарських островах, за винятком Менорки. Вони живуть в різноманітних природних середовищах, що варіюються від густих лісів алепської сосни, через маквіс, що складається з маслин, масткових дерев і ялівців, до лук, порослих Ampelodesmos mauritanica, характерних для бідних ґрунтів архіпелага. Віддають перевагу сухим, низькорослих чагарниковим заростям. Зустрічаються на висоті до 1200 м над рівнем моря.
Балеарські кропив'янки живляться комахами та іншими дрібними безхребетними, восени також ягодами і плодами чагарників, зокрема Rhamnus ludovici-salvatoris і Pistacia lentiscus. Гніздяться з березня по червень. Гніздо глибоке, чашоподібне, робиться з трави, стебел і листя, встелється тонкими травинками, шерстю і корінцями, розміщується в невисоких чагарниках. В кладці від 2 до 4 яєць. Інкубаційний період триває 12-15 днів. насиджують і самиці. і самці. За сезон може вилупитися 2 виводки.

## Збереження
МСОП класифікує цей вид як такий, що не потребує особливих заходів зі збереження. За оцінками дослідників, популяція балеарських кропив'янок становить від 20 до 50 тисяч дорослих птахів.